# 信濃川島站
信濃川島站（日语：／ Shinano-Kawashima eki */?）是屬於東日本旅客鐵道（JR東日本）的鐵路車站，位於日本長野縣上伊那郡辰野町。站名「川島」源自於附近的橫川地區的川和上島地區的島的二字結合。由於JR東日本水戶線上已有川島車站，因此本站的站名冠上長野縣的古令制國信濃做為區別。

## 历史
- 1955年（昭和30年）4月1日：開業[1]，為日本國有鐵道的一個車站。
- 1987年（昭和62年）4月1日：國鐵分割民營化，成為東日本旅客鐵道的一個車站。
- 2014年（平成26年）4月1日：本站被编入東京近郊區間，可以使用Suica。

## 車站結構
本站為側式月台1面1線的地面車站。站內不配置售票員，但設有自動售票機。

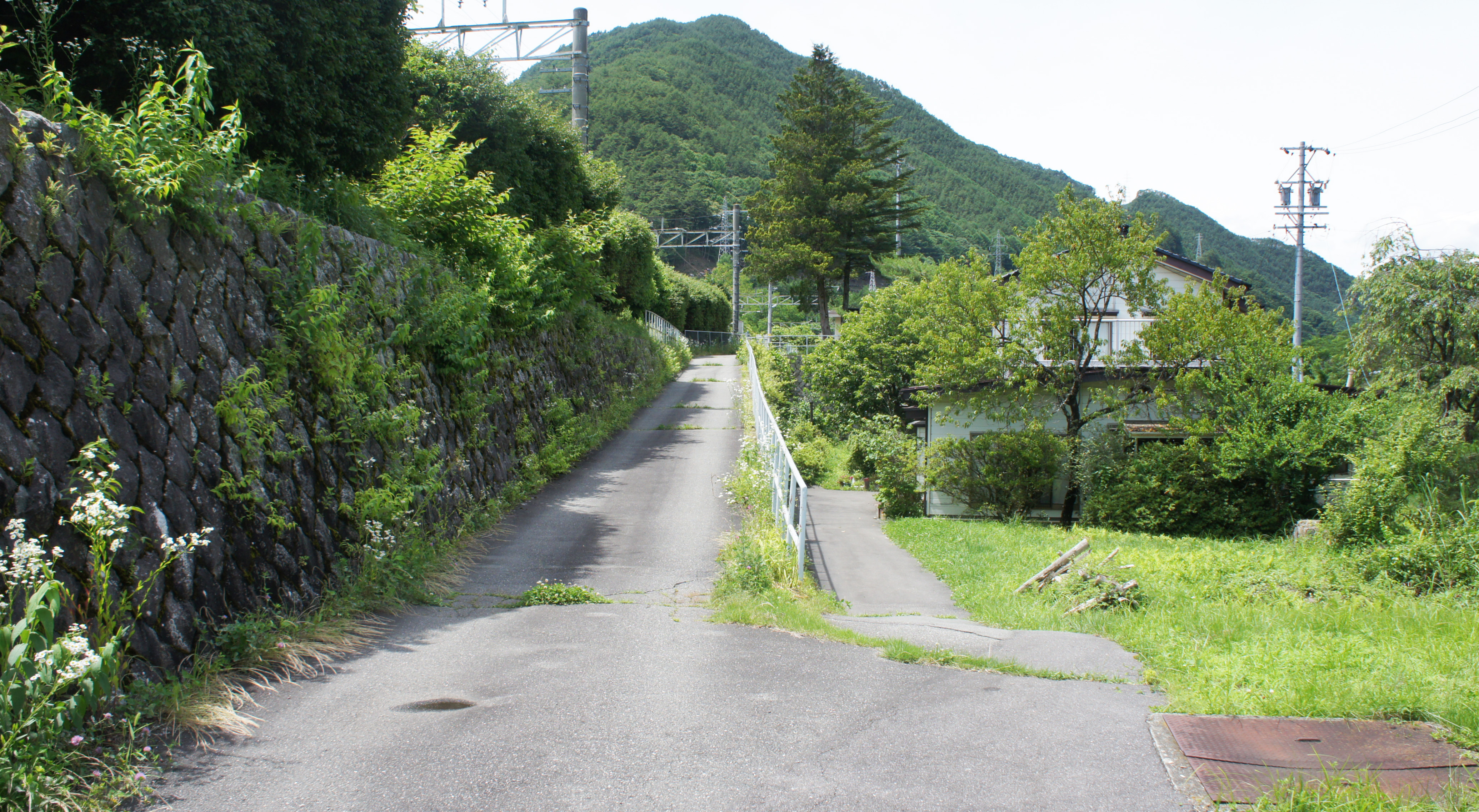
車站入口（2021年7月）
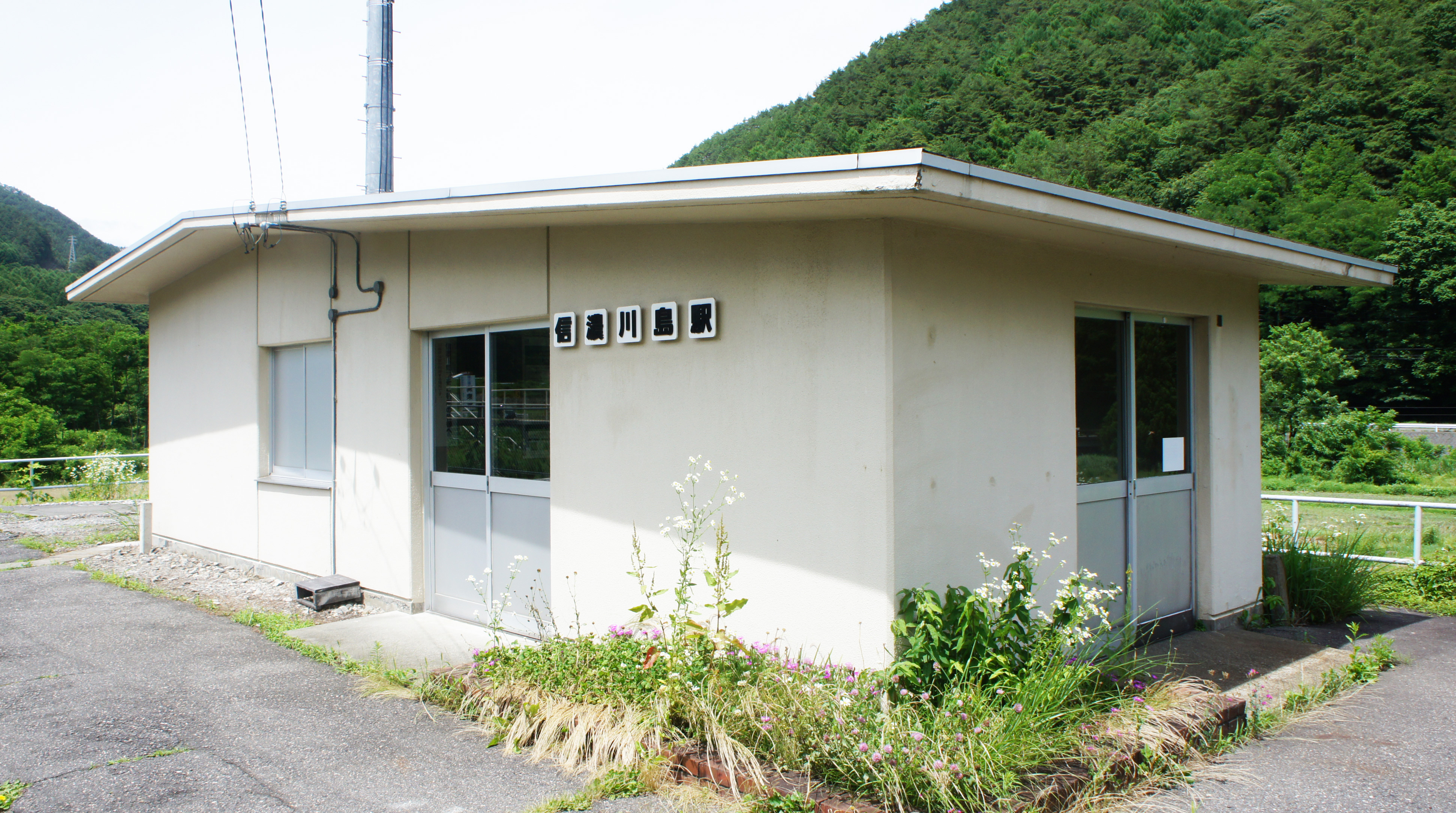
候車室（2021年7月）
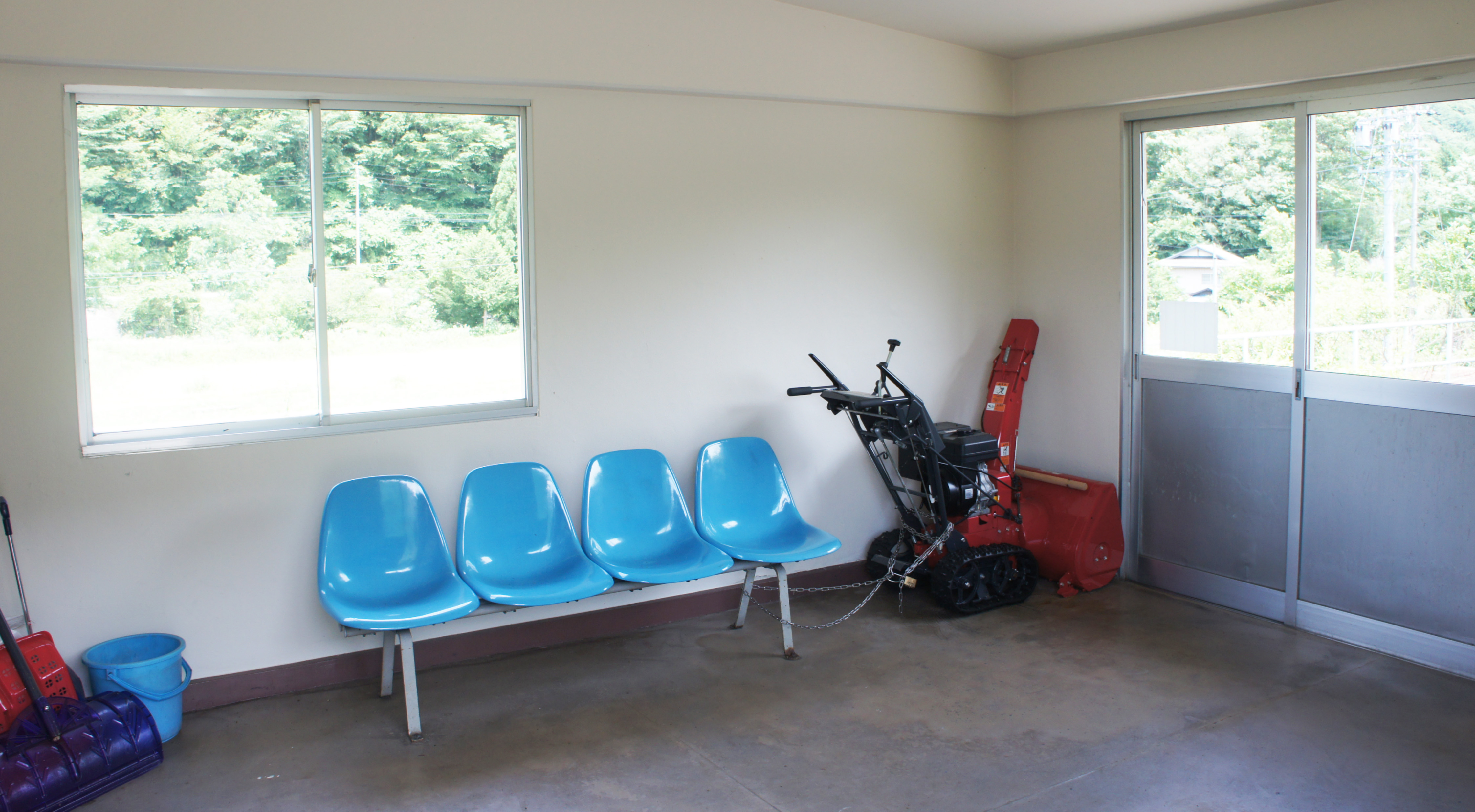
候車室內（2021年7月）
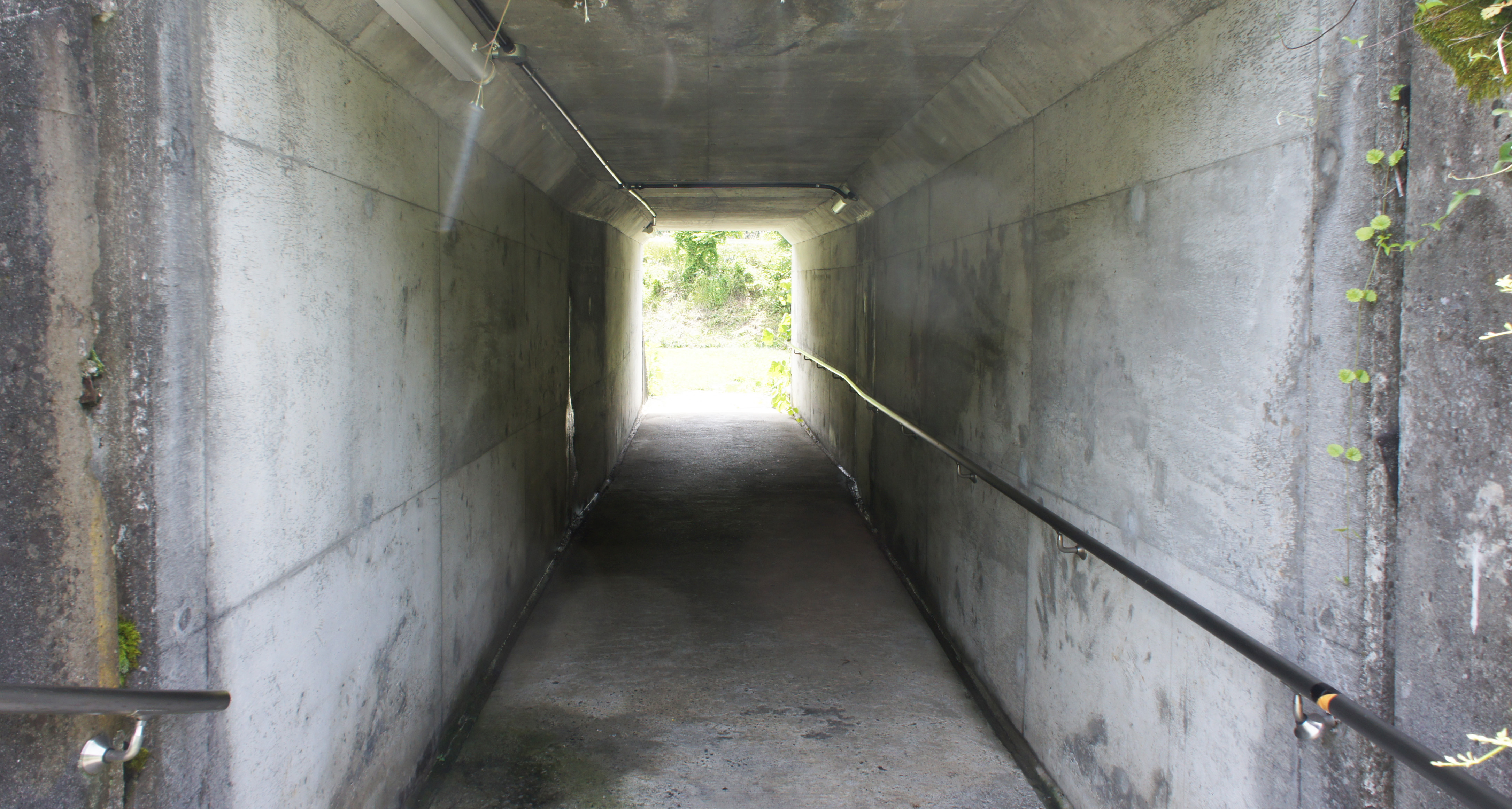
橋下的車站通路（2021年7月）
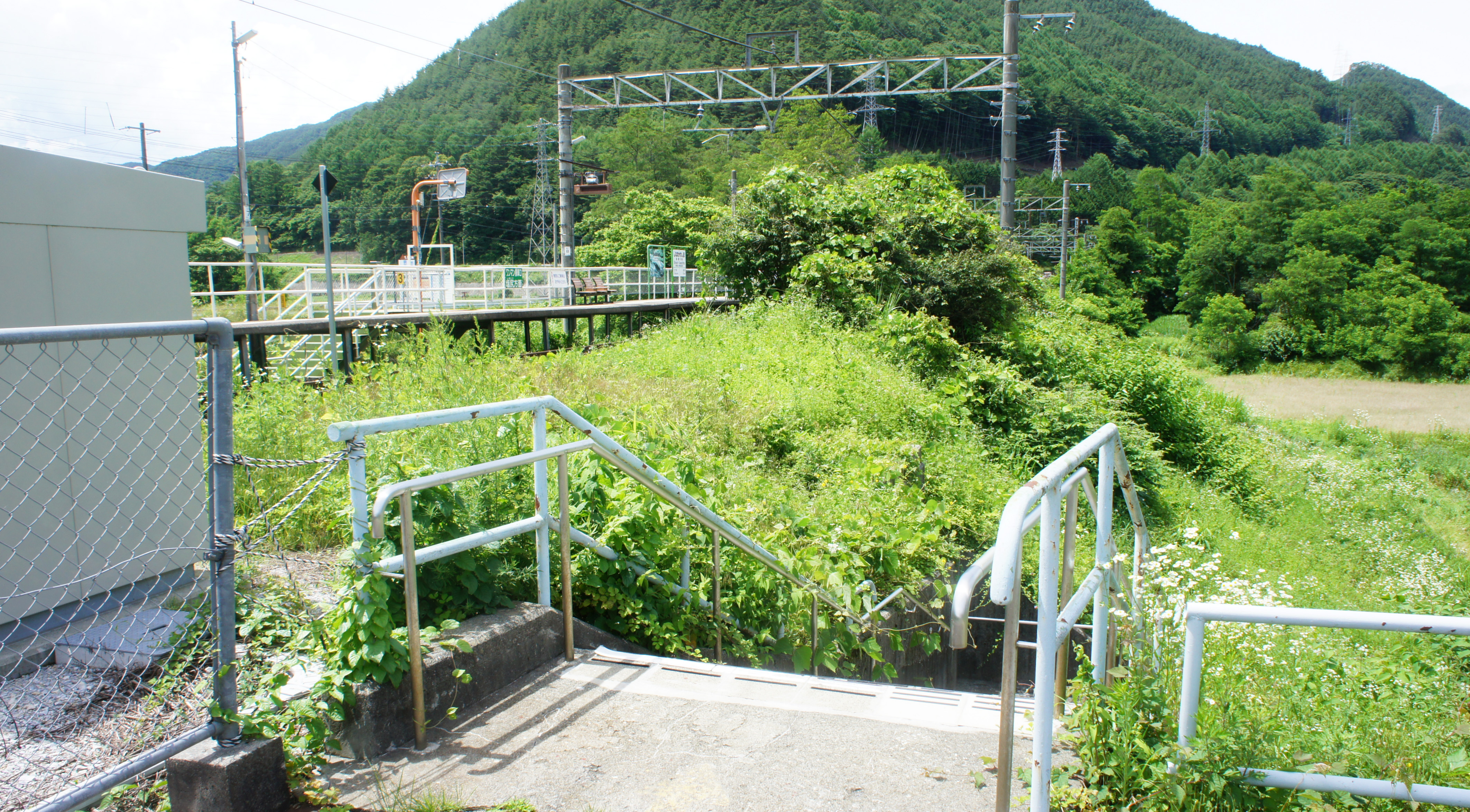
通路入口（2021年7月）
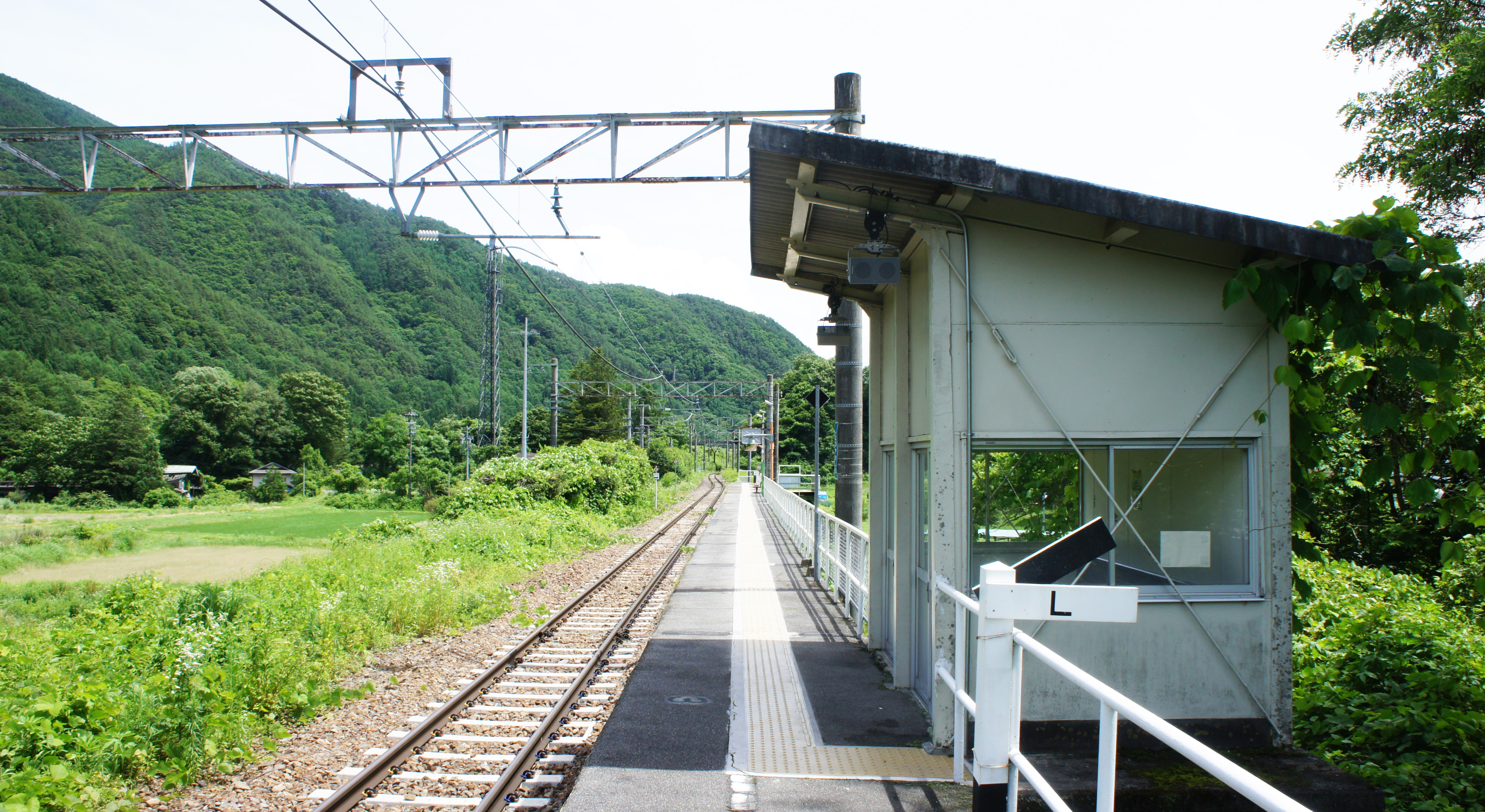
月台（2021年7月）

## 车站周边
- 國道153號[1]

## 相鄰車站
東日本旅客鐵道
■中央本線（辰野支線）
辰野－信濃川島－小野

## 外部連結
- 車站資訊（信濃川島）：東日本旅客鐵道